# Rudna Wielka (gromada w powiecie górowskim)
Rudna Wielka – dawna gromada, czyli najmniejsza jednostka podziału terytorialnego Polskiej Rzeczypospolitej Ludowej w latach 1954–1972.
Gromady, z gromadzkimi radami narodowymi (GRN) jako organami władzy najniższego stopnia na wsi, funkcjonowały od reformy reorganizującej administrację wiejską przeprowadzonej jesienią 1954 do momentu ich zniesienia z dniem 1 stycznia 1973, tym samym wypierając organizację gminną w latach 1954–1972.
Gromadę Rudna Wielka z siedzibą GRN w Rudnej Wielkiej utworzono – jako jedną z 8759 gromad na obszarze Polski – w powiecie górowskim w woj. wrocławskim, na mocy uchwały nr 13/54 WRN we Wrocławiu z dnia 2 października 1954. W skład jednostki weszły obszary dotychczasowych gromad Rudna Wielka, Bronów, Czarnoborsko, Dochowa, Rudna Mała, Sułów Wielki, Sułów Mały, Wiewierz, Wiklina, Zbaków Dolny i Zbaków Górny ze zniesionej gminy Rudna Wielka w tymże powiecie. Dla gromady ustalono 18 członków gromadzkiej rady narodowej.
1 stycznia 1960 do gromady Rudna Wielka włączono wieś Czechnów ze zniesionej gromady Zaborowice w tymże powiecie.
Gromada przetrwała do końca 1972 roku, czyli do kolejnej reformy gminnej.